# Lilla Örlevattnet (Järbo socken, Dalsland)
Lilla Örlevattnet är en sjö i Färgelanda kommun i Dalsland och ingår i Göta älvs huvudavrinningsområde.